# Sri Lankaanse Burgeroorlog

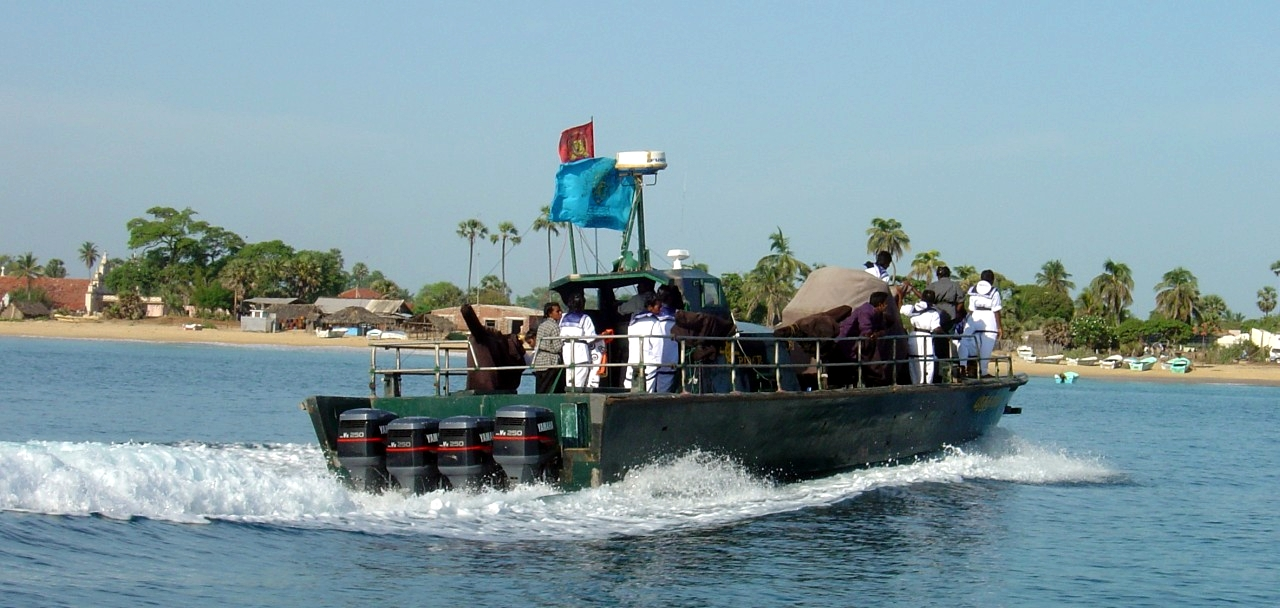
LTTE Sea Tigers nabij Mullaitivu in mei 2004

De Sri Lankaanse Burgeroorlog was een burgeroorlog tussen Tamils en Singalezen in Sri Lanka, die woedde van 1983 tot 2009. 70.000 personen kwamen om in het conflict en circa 100.000 werden uit hun woningen verdreven. De Tamiltijgers streden voor de onafhankelijke staat Tamil Eelam. De Singalezen zijn hoofdzakelijk boeddhisten en de Tamils hindoes.

## Inleiding
Sri Lanka, voorheen bekend als Ceylon, is een republiek op het Indiase subcontinent. Het land heeft iets meer dan 21.5 miljoen inwoners op een oppervlakte van 65.610 km² (1,6 keer Nederland). Hoofdstad van Sri Lanka is de stad Sri Jayewardenapura Kotte. Het merendeel (80 procent) van de bevolking is Singalees. Een minderheid (20 procent) van de bevolking is Tamil.

## Geschiedenis
Bijna elke bevolkingsgroep in Sri Lanka komt oorspronkelijk uit India. De Singalezen vestigden zich op het eiland in de 6e eeuw v.Chr. Later, in de 3e eeuw v.Chr. stichtten de Singalezen een koninkrijk op het eiland. De steden Anuradhapura (200 v.Chr. tot 1000 n.Chr.) en Polonnaruwa (1070 tot 1200 n.Chr.) waren het centrum van bloeiende boeddhistische koninkrijken. Ook de Tamils emigreerden vanuit India naar Sri Lanka. Zij stichtten in de 11e eeuw een koninkrijk in het noorden van het land. Het gebied in het noorden en oosten van Sri Lanka werd het ‘thuisland’ van de Tamils. Nog steeds wonen de Tamils vooral in dat gebied.
In 1658 sloot de VOC een bondgenootschap met het Singalese koninkrijk van Kandy. In 1796 bezetten de Engelsen Sri Lanka om te voorkomen dat het eiland in Franse handen viel – Nederland was toen een vazalstaat van het napoleontische Frankrijk. De Engelsen stichtten plantages in het binnenland om koffie, thee en kokos te verbouwen. Hiervoor werden veel arbeidskrachten uit India geïmporteerd. Dit waren voornamelijk Indiase Tamils.
Om hun gezag te handhaven, probeerden de Engelsen bevolkingsgroepen tegen elkaar uit te spelen. De geïmporteerde Tamils waren betrekkelijk eenvoudig onder de duim te houden. Om aan de Singalese meerderheid een tegenwicht te bieden zorgden de Engelsen voor goed onderwijs aan de Tamilminderheid in het noorden van het land. De Tamilminderheid kreeg zo een dominante positie in het bestuur ten opzichte van de Singalese meerderheid. Ook hadden zij vaak betere banen dan de Singalezen. Zelfs in het zuiden en westen van het land – het gebied waar voornamelijk Singalezen wonen – kregen de Tamils de beste posities toebedeeld. De Tamils voerden ook de executiebevelen van de Britten uit die uitgevaardigd waren tegen Singalese verzetsstrijders. Dit wakkerde het nationalisme onder de Singalezen aan. Ze begonnen hun gezamenlijke geschiedenis te benadrukken. Als gevolg van het nationalisme begonnen de Singalezen zich steeds agressiever af te zetten tegen de koloniale overheerser en de bevolkingsgroep die profiteerde van de Engelse kolonisatie, de Tamils.

## Onafhankelijkheid
Na de onafhankelijkheid in 1948 werkten de bevolkingsgroepen aanvankelijk samen. Alleen de Indiase Tamils die op de plantages werkten vielen hierbuiten. De regering ontnam de Indiase Tamils hun burgerrechten, ze mochten bijvoorbeeld niet stemmen. Dit beperkte de invloed van de Tamils in de politiek. In jaren ’50 werden wetten aangenomen die Sri Lanka ‘singaliseerden’. Engels werd vervangen door Singalees en de goede baantjes bij de overheid werden vanaf nu ingenomen door Singalezen. Deze ontwikkeling ging steeds verder en de Tamils ontwikkelden een sterk natiebewustzijn. De roep om een eigen staat werd steeds luider. In 1976 werden The Liberation Tigers of Tamil Eelam (Tamiltijgers), een gewapende groepering, opgericht. De Tamiltijgers pleegden terreuraanslagen op Singalese doelwitten. De regering nam een antiterrorismewet aan en arresteerde veel Tamiljeugd. De terreur van Tamiltijgers was mede veroorzaakt door terreur van Singalezen jegens de Tamils. Toen de Tamils nog goede posities hadden in de regering werden veel Tamils vermoord door Singalezen en werden velen verdreven naar het noorden.

## Uitbraak van de burgeroorlog
In 1982 werd de politieke partij van de Tamils – de TULF – verbannen uit het parlement, waardoor de Tamils niet meer vertegenwoordigd waren. Dit leidde tot onlusten en burgerlijke ongehoorzaamheid in de gebieden waar de Tamils de meerderheid hadden (vooral in het noorden). De regering reageerde hierop door meer Singalese soldaten naar het noorden te zenden.
In 1983 pleegden militante Tamils een aanslag op regeringssoldaten. In Jaffna, een stad in het noorden van Sri Lanka, werden dertien soldaten gedood. Dit veroorzaakte een golf van geweld in het hele land. Tamils en hun bezittingen werden aangevallen door Singalese burgers. Deze burgers hadden zich verenigd in kleine gewelddadige groepen, die Tamils vermoordden en huizen van Tamils platbrandden. Na drie dagen slaagde de regering erin de rust te laten wederkeren. In die drie dagen waren duizenden Tamils op de vlucht geslagen naar India, en werden er nog eens duizenden gedood (de regering spreekt over 6000, de Tamils over 15.000 doden).
In de jaren tachtig en negentig ontstond een patroon: de Tamiltijgers pleegden (zelfmoord)aanslagen, die leidden tot vergeldingsacties van de regeringstroepen. In het begin van de oorlog waren er verschillende groepen van militante Tamils (vaak jongeren), maar de Tamiltijgers zien zichzelf als de enige vertegenwoordiger van de Tamils. De kleinere groepen werden gedwongen zich aan te sluiten bij de Tamiltijgers en zij die niet loyaal waren aan de Tamiltijgers werden vermoord. Deze groepering groeide uit tot een internationaal netwerk. Later, in de jaren 90, werden sommige discriminerende maatregelen weer teruggedraaid door andere regeringen. Zo werd Tamil een officiële taal. Toch ging de oorlog verder, met vele doden tot gevolg.

## De laatste jaren
Na Noorse bemiddeling werd in 2002 een staakt-het-vuren gesloten. Daarna werd er onderhandeld, maar de Tamiltijgers staakten de onderhandelingen in 2003, omdat de regering volgens hen niet genoeg goede wil toonde. Toen in december 2004 een tsunami Sri Lanka overspoelde en veel gebouwen en infrastructuur vernielde laaiden de spanningen weer op. De hulp die Sri Lanka kreeg mocht van de Tamiltijgers niet naar hun gebied, waardoor de Tamils het zonder hulp moesten stellen.
In 2006 laaide het geweld weer op: in korte tijd vielen er 200 doden bij gevechten tussen de Tamiltijgers en regeringstroepen. Daarom werden weer onderhandelingen gevoerd in Genève, maar die leverden niets op. Hierna werd de oorlog hervat en kwam een einde aan het staakt-het-vuren van 2002. De Tamiltijgers bezetten toen een sluis, waardoor 15.000 burgers zonder water kwamen te zitten. Als vergelding bombardeerde de luchtmacht een wapenopslagplaats onder een school in Tamilgebied, waarbij naast een groot aantal Tamiltijgers ook een aantal meisjes omkwam.
De onstabiele situatie remde de economische ontwikkeling van Sri Lanka enorm. Mensenrechtenorganisaties signaleerden dat mensenrechten door beide partijen geschonden werden.
Noorse bemiddelingspogingen hadden niet veel effect.
In 2008 laaide het conflict weer op, waarbij het regeringsleger al snel terreinwinst wist te boeken. De stad Kilinochchi, dat als de officieuze hoofdstad van de Tamiltijgers gold, werd veroverd op 2 januari 2009 en op 17 mei gaven de restanten van de Tamiltroepen zich gewonnen.

## Oorlogsmisdrijven
Beschuldigingen van oorlogsmisdrijven, vooral in de laatste maanden van de burgeroorlog, werden geuit tegen zowel de Tamiltijgers als tegen het leger van Sri Lanka.
Hoewel de eerste beschuldigingen van genocide tegen de Tamils al in 2009 waren gepubliceerd,, bleef er onenigheid of de misdrijven ook als genocide konden beschouwd worden. Het Permanent Volkerentribunaal sprak in 2010 nog zijn twijfel uit, maar besloot in 2013 dat het wel degelijk het geval was.
Het totaal aantal slachtoffers is moeilijk te bepalen. Een VN-waarnemer acht een dodentol van 40.000 burgers niet uitgesloten.